# امبید د آریسا
امبید د آریسا (به اسپانیایی: Embid de Ariza) یک دهستان در اسپانیا است که در استان ساراگوسا واقع شده‌است. امبید د آریسا ۴۱ کیلومتر مربع مساحت و ۸۴ نفر جمعیت دارد و ۶۷۵ متر بالاتر از سطح دریا واقع شده‌است.